# The Monster (сингл)
«The Monster» — сингл американського репера Eminem з його восьмого студійного альбому The Marshall Mathers LP 2, записаний за участю барбадоської співачки Ріанни. Послужив назвою туру The Monster Tour.

## Передісторія, продакшн
У 2010 Емінем та Ріанна видали перший спільний сингл «Love the Way You Lie». Пісня стала успішною та отримала схвальні відгуки критиків, очолюючи Billboard Hot 100 протягом 7 тижнів поспіль. До кінця року у Великій Британії окремок розійшовся накладом у 854 тис. копій, що зробило «Love the Way You Lie» найпродаванішою піснею країни у 2010. Цього ж року випустили сиквел «Love the Way You Lie (Part II)», що потрапила до п'ятого студійного альбому співачки Loud.
У листопаді 2012 черговий спільний трек «Numb» увійшов до сьомої платівки Ріанни Unapologetic.
У листопаді 2012 співачка Бібі Рекса записала гук «The Monster» у студії Harlem's Stadium Red під час роботи над своїм дебютним альбомом. Продюсер треку програвав записи для голови A&R Shady Records, Ріґґза Моралеса, котрий миттєво попрохав видалити слова й надіслати Pro Tools-сесії Емінему. Той додав власні куплети, трохи змінив інструментал, зберігши бек-вокал Рекси. 11 вересня 2013 Ріанна натякнула у Twitter: «Щойно залишила студію… Записала гук для #monster одного з моїх улюблених артистів! Це все, що можу вам поки сказати… #NavyShit». 22 жовтня оприлюднили треклист The Marshall Mathers LP 2.

## Виступи
Eminem і Ріана виконали пісню наживо на MTV Movie Awards 2014.

## Відгуки
Трек посів 19-те місце рейтингу «25 найкращих пісень 2013» за версією XXL.

## Комерційний успіх
6 листопада «The Monster» уперше потрапив до Billboard Hot 100 (3-тя сходинка), ставши третім найкращим дебютом Емінема після «Not Afraid» (№ 1) і «Love the Way You Lie» (№ 2). Після 4 тижнів поспіль була на 2-й позиції «The Monster» піднявся на 1 у 7-й тиждень.
Пісня — 13-й окремок Ріанни № 1, що дорівнює досягненню Майкла Джексона, 3-й результат в історії чарту. Співачка також стала сольним виконавцем з найшвидшим досягненням у 13 синглів № 1, побивши попередній рекорд Мераї Кері (7 років, 8 місяців і 19 днів), серед усіх артистів її перевершив лише гурт The Beatles. Продаж за перший тиждень: 373 тис. «The Monster» також дебютував на 1-ій позиції Hot R&B/Hip-Hop Songs (уперше в кар'єрі репера, втретє — у співачки). Станом на 23 березня 2014 наклад становив 3 296 164 цифрових копій.
3 листопада сингл увійшов до UK Singles Chart під № 1 з результатом у 74674 копій, попри невигідне становище, його видали у вівторок, на 2 пізніше за інші пісні. Наклад за другий тиждень: 96059.
У Канаді пісня дебютувала на 1-му місці Canadian Hot 100 з 53 тис. завантажень, що робить його найпродаванішим окремком Емінема за цим критерієм у країні. Це перевершило попереднє досягнення «Berzerk» — 50 тис. за перший тиждень.

## Відеокліп
«The Monster» є третім кліпом виконавця, зрежисованим американцем Річем Лі. Зйомки відбулись 20 листопада у Детройті. Прем'єра відбулась 16 грудня. Відео містить фраґменти з інших кліпів Емінема («My Name Is», «Lose Yourself», «The Way I Am») і виконання «Stan» з Елтоном Джоном на Ґреммі 2001.

## Трек-лист
CD сингл
1. "The Monster" (Explicit) (з участю Ріанни) — 4:02
2. "The Monster" (Edited) (з участю Ріанни) — 4:02

## Нагороди й номінації
| Рік  | Церемонія               | Нагорода                                 | Результат |
| ---- | ----------------------- | ---------------------------------------- | --------- |
| 2014 | Billboard Music Award   | «Найкраща реп-пісня»                     | Номінація |
| 2014 | iHeartRadio Awards      | «Пісня року»                             | Номінація |
| 2014 | iHeartRadio Awards      | «Найкраща спільна пісня»                 | Номінація |
| 2014 | World Music Awards      | «Найкраща пісня світу»                   | Номінація |
| 2014 | World Music Awards      | «Найкращий відеокліп світу»              | Номінація |
| 2014 | MTV Europe Music Awards | «Найкраща пісня»                         | Номінація |
| 2015 | Ґреммі                  | «Найкраще реп/пісенне спільне виконання» | Перемога  |

## Список пісень
- CD-сингл[18]

1. «The Monster» (Explicit) (з участю Rihanna) — 4:10
2. «The Monster» (Edited) (з участю Rihanna) — 4:10

## Чартові позиції

### Тижневі
| Чарт (2013-2014)                          | Найвища позиція |
| ----------------------------------------- | --------------- |
| Австралія (ARIA)                          | 1               |
| Австрія (Ö3 Austria Top 75)               | 6               |
| Бельгія (Ultratop Flanders)               | 2               |
| Бельгія (Ultratop Wallonia)               | 4               |
| Болгарія (IFPI)                           | 2               |
| Бразилія (Billboard Brasil Hot 100)       | 36              |
| Бразилія (Hot Pop Songs)                  | 8               |
| Велика Британія (Official Charts Company) | 1               |
| Венесуела (Venezuela Pop Rock General)    | 1               |
| Греція (Airplay) (IFPI)                   | 17              |
| Греція (Digital Songs) (Billboard)        | 2               |
| Данія (Tracklisten)                       | 2               |
| Ірландія (IRMA)                           | 1               |
| Іспанія (PROMUSICAE)                      | 9               |
| Італія (FIMI)                             | 9               |
| Канада (Canadian Hot 100)                 | 1               |
| Ліван (The Official Lebanese Top 20)      | 1               |
| Mexico Anglo Chart (Monitor Latino)       | 3               |
| Нідерланди (Mega Single Top 100)          | 3               |
| Німеччина (Media Control AG)              | 3               |
| Нова Зеландія (RIANZ)                     | 1               |
| Норвегія (VG-lista)                       | 1               |
| Південна Африка (EMA)                     | 4               |
| Польща (Airplay Top 20)                   | 4               |
| Словаччина (IFPI)                         | 1               |
| США (Billboard Hot 100)                   | 1               |
| США (Hot R&B/Hip-Hop Songs) (Billboard)   | 1               |
| Туреччина (Number One Top 20)             | 2               |
| Угорщина (Rádiós Top 40)                  | 30              |
| Фінляндія (Suomen virallinen lista)       | 1               |
| Франція (SNEP)                            | 1               |
| Чехія (IFPI)                              | 4               |
| Швейцарія (Media Control AG)              | 1               |
| Швеція (Sverigetopplistan)                | 1               |
| Шотландія (Official Charts Company)       | 1               |
| Японія (Japan Hot 100)                    | 20              |

### Річні
| Чарт (2013)              | Позиція |
| ------------------------ | ------- |
| Австралія                | 24      |
| Валлонія                 | 97      |
| Велика Британія          | 26      |
| Італія                   | 87      |
| Німеччина                | 55      |
| Нова Зеландія            | 34      |
| US Hot R&B/Hip-Hop Songs | 42      |
| US Rap Songs             | 32      |
| Фландрія                 | 61      |
| Фландрія (Urban)         | 15      |
| Швейцарія                | 66      |

| Чарт (2014)                            | Найвища позиція |
| -------------------------------------- | --------------- |
| Австралія (ARIA)                       | 72              |
| Данія (Tracklisten)                    | 39              |
| Канада (Canadian Hot 100)              | 16              |
| Італія (FIMI)                          | 41              |
| Німеччина (Offizielle Deutsche Charts) | 77              |
| Нова Зеландія (Recorded Music NZ)      | 45              |
| US Billboard Hot 100                   | 16              |

## Сертифікації
| Країна          | Сертифікації  | Наклад   |
| --------------- | ------------- | -------- |
| Австралія       | 2× Платиновий | 140 тис. |
| Бельгія         | Золотий       | 15 тис.  |
| Велика Британія | Золотий       | 400 тис. |
| Венесуела       | Платиновий    | 10 тис.  |
| Данія           | Платиновий    | 30 тис.  |
| Італія          | Платиновий    | 30 тис.  |
| Канада          | 2× Платиновий | 160 тис. |
| Нова Зеландія   | Платиновий    | 15 тис.  |
| Швейцарія       | Платиновий    | 30 тис.  |
| Швеція          | 2× Платиновий | 80 тис.  |

## Історія виходу
| Країна          | Дата              | Формат                 | Лейбл(и)                     |
| --------------- | ----------------- | ---------------------- | ---------------------------- |
| Франція         | 29 жовтня 2013    | Завантаження музики    | Aftermath, Interscope, Shady |
| Німеччина       | 29 жовтня 2013    | Завантаження музики    | Aftermath, Interscope, Shady |
| Італія          | 29 жовтня 2013    | Завантаження музики    | Aftermath, Interscope, Shady |
| Іспанія         | 29 жовтня 2013    | Завантаження музики    | Aftermath, Interscope, Shady |
| Велика Британія | 29 жовтня 2013    | Завантаження музики    | Aftermath, Interscope, Shady |
| США             | 29 жовтня 2013    | Завантаження музики    | Aftermath, Interscope, Shady |
| Італія          | 29 жовтня 2013    | Сучасне хітове радіо   | Universal                    |
| Велика Британія | 30 жовтня 2013    | Сучасне хітове радіо   | Aftermath, Interscope, Shady |
| Велика Британія | 31 жовтня 2013    | Сучасний урбан (радіо) | Aftermath, Interscope, Shady |
| США             | 5 листопада 2013  | Сучасне хітове радіо   | Aftermath, Interscope, Shady |
| США             | 5 листопада 2013  | Сучасне ритмічне радіо | Aftermath, Interscope, Shady |
| США             | 11 листопада 2013 | Сучасний урбан (радіо) | Aftermath, Interscope, Shady |
| Німеччина       | 18 листопада 2013 | CD-сингл               | Interscope, Universal        |